# Jessica Malagón Moreno
Jessica Malagón Moreno (Barcelona, 6 de juliol de 1977) és una jugadora catalana de golbol. Va formar part de l'equip de Barcelona, aconseguint diversos campionats nacionals. Posteriorment, va traslladar-se a viure a València, on hi va competir amb l'equip de la ciutat. Internacional amb la selecció espanyola, va participar en els Jocs Paralímpics d'Atlanta 1996 i Sidney 2000, on hi va guanyar la medalla d'argent.

## Palmarès
- 1 medalla d'argent als Jocs Paralímpics de Sidney 2000